# 望月まゆ (声優)
望月 まゆ（もちづき まゆ）は日本の女性声優。主にアダルトゲームに声をあてている。

## 出演作品
太字は主役・メインキャラクター

### ゲーム

#### 2004年
- カミ☆たま -神様のたまご-（彩墨藍子）
- 聖奴マリア 〜白濁まみれの懺悔室〜（芳野あきら）[1]
- ダイス・き! 〜恋は運任せ〜（桐嶋樹）

#### 2005年
- 甘恋天使 -すい〜とすい〜とえんじぇる-（セシル）[2]
- あやかしびと（姉川さくら）[3]
- 輪罠 〜白濁まみれの放課後〜（美崎来果）[4]

#### 2006年
- あやかさんとしゅうげんくん&テンプテーション・オブ・フレグランス（姉川さくら）
- あやかしびと -幻妖異聞録-（姉川さくら）
- プレプリ2 〜幼馴染は同級生〜（胡堂まどか）[5]
- まほ☆がく 〜まほろば国際防衛学校付属学園〜（七條このえ）[6]
- もめ! 乳姉妹かていきょうし11人 〜生揺れムービー付き〜（青空ヒバリ[7]、青空アトリ[8]）
- Re:（石井美優）[9]

#### 2007年
- 綾瀬家のオンナ 〜淫華の血脈〜（綾瀬日向）[10]

#### 2008年
- 淫暴の惑星 〜破壊と欲望の衝動〜（村上世羅）[11]
- クロノベルト（姉川さくら）[12]
- 純潔のソフィア 〜闇の精液を清純なるエルフの膣穴に〜（ターニャ）[13]
- 絶望少女 〜復讐の性裁教室（久永小夜子）[14]

#### 2009年
- 愛玩隷嬢 -淫虐のコントラクト-（松任響）[15]
- あやかしびと -幻妖異聞録- PORTABLE（姉川さくら）
- 聖天使ユミエル シャドークルセイド（新野瞳／ヴジャドエクリプス）[16]
- 断罪のエルミア（クロエ）[17]
- 秘蹟神姫 アルカナセイバー（北条利瀬／ジャスティス）[18]
- モリガンの憂鬱 〜淫堕の女王〜（オイフェ）[19]

#### 2010年
- ズブ濡れの義姉 香澄「私の水着にそんな汚いもの、染み込ませないで!」（松永可憐）

#### 2011年
- STARLESS（御手洗優奈）[20]